# Cy Howard
Cy Howard, né Seymour Horowitz le 27 septembre 1915 à Milwaukee, Wisconsin, et mort le 29 avril 1993 à Los Angeles, Californie, est un scénariste, producteur et réalisateur américain.

## Filmographie

### Scénariste

#### Au cinéma
- 1949 : Ma bonne amie Irma (My Friend Irma) de George Marshall
- 1950 : Irma à Hollywood (My Friend Irma Goes West) de Hal Walker
- 1951 : Bon sang ne peut mentir (That's My Boy) de Hal Walker
- 1965 : Les Inséparables (Marriage on the Rocks) de Jack Donohue
- 1972 : Every Little Crook and Nanny (en) de Cy Howard
- 1976 : Won Ton Ton, le chien qui sauva Hollywood (Won Ton Ton, the Dog Who Saved Hollywood) de Michael Winner

#### À la télévision
Séries télévisées
- 1952 : Ma bonne amie Irma, épisode du 3 octobre 1952
- 1956 : Sneak Preview, épisode « Just Plain Folks » (1-1)
- 1958 : Studio One, épisode « Music U.S.A. » (10-46)

Téléfilms
- 1963 : Mickey and the Contessa de William Asher
- 1963 : Maggie Brown de David Alexander

### Producteur

#### Au cinéma
- 1949 : Ma bonne amie Irma (My Friend Irma) de George Marshall
- 1950 : Irma à Hollywood (My Friend Irma Goes West) de Hal Walker
- 1951 : Bon sang ne peut mentir (That's My Boy) de Hal Walker

#### À la télévision
Séries télévisées
- 1956 : Sneak Preview, épisode « Just Plain Folks » (1-1)
- 1963 : Vacation Playhouse, épisode « Maggie Brown » (1-10)

Téléfilms
- 1963 : Mickey and the Contessa de William Asher

### Réalisateur

#### Au cinéma
- 1970 : Lune de miel aux orties
- 1972 : Every Little Crook and Nanny (en)

#### À la télévision
Téléfilms
- 1974 : It Couldn't Happen to a Nicer Guy (en)